# MUSIC Play-STANDARD
『MUSIC Play-STANDARD』（ミュージック・プレイ・スタンダード）は、2024年4月1日からFM802で毎週月 - 金曜日23:48 - 翌0:00に放送されているラジオ番組。GORILLA HALL OSAKAとイープラス提供。

## 概要
2024年4月の改編からスタートしたミニ番組。「ライブハウスが最高の遊び場になるように!」をコンセプトに、大阪のカルチャー発信拠点基地を目指すライブハウス「GORILLA HALL OSAKA」と同ライブハウスで行われるライブイベントや出演するアーティストの紹介を行う。
2024年7月から同ライブハウスに「ゴリラボード」と呼ばれるメッセージボードを設置。記載したメッセージは番組内で紹介される。

## 放送時間
- 毎週月 - 金曜日 23:48 - 翌0:00
  - 2024年12月31日は特別番組「Funky COUNTDOWN 2024-25 -to “Be FUNKY!!” to Be continued」が放送されたため、22:48 - 23:00に放送した。

## 出演

### DJ
DJは週替わりで出演する。
- 飯室大吾（2024年4月1日 - 4月5日、5月27日 - 5月31日、7月22日 - 7月26日、8月26日 - 8月30日、9月30日 - 10月4日、12月23日 - 12月27日、2025年4月21日 - 4月25日、6月30日 - 7月4日）
- 樋口大喜（2024年4月8日 - 4月12日、4月29日 - 5月3日、7月29日 - 8月2日、8月29日[注釈 1]、9月16日 - 9月20日、11月18日 - 11月22日、2025年1月20日 - 1月24日、2月17日 - 2月21日、2月24日 - 2月28日、2025年4月28日 - 5月2日、5月5日 - 5月9日、7月14日 - 7月17日）
- 豊田穂乃花（2024年4月15日 - 4月19日、11月11日 - 11月15日、12月2日 - 12月6日、2025年5月12日 - 5月16日）
- 浅井博章（2024年4月22日 - 4月26日、6月3日 - 6月7日、8月19日 - 8月23日、12月9日 - 12月13日、2025年1月13日 - 1月17日、4月14日 - 4月18日、5月19日 - 5月22日）
- 落合健太郎（2024年5月6日 - 5月10日、2025年7月7日 - 7月11日）
- 板東さえか（2024年5月13日 - 5月17日、8月5日 - 8月9日、9月9日 - 9月13日、2025年6月23日 - 27日、8月4日 - 8月8日）
- 加藤真樹子（2024年5月20日 - 5月24日、10月7日 - 10月11日、11月25日 - 11月29日、2025年1月6日 - 1月10日、3月10日 - 3月14日、4月7日 - 4月11日、6月2日 - 6月6日、8月18日 - 8月22日）
- 深町絵里（2024年6月10日 - 6月14日）
- 仁井聡子（2024年6月17日 - 6月21日、7月8日 - 7月12日[2]、10月14日 - 10月18日[注釈 2]）
- 田中乃絵（2024年6月24日 - 6月28日、2024年11月4日 - 11月8日、12月30日 - 2025年1月3日、2月10日 - 2月14日、7月28日 - 8月1日）
- ハタノユウスケ（2024年7月1日 - 7月5日、2025年1月27日 - 1月31日、3月3日 - 3月7日）
- 内田絢子（2024年7月15日 - 7月19日、8月29日[注釈 1]、2025年5月26日 - 5月30日）
- 田中麻希（2024年8月12日 - 8月16日、8月29日[注釈 1]）
- 中島ヒロト（2024年9月2日 - 9月6日、2025年2月3日 - 2月7日、3月17日 - 3月21日、6月9日 - 6月13日）
- 大抜卓人（2024年9月23日 - 9月27日、10月21日 - 10月25日、12月16日 - 12月20日、2025年7月21日 - 7月25日）
- 早川和余（2024年10月28日 - 11月1日、2025年6月16日 - 6月20日）
- 土井コマキ（2025年8月11日 - 8月15日）

### ゲスト
- 猪狩秀平（HEY-SMITH）（2024年4月1日 - 4月5日、12月23日 - 12月27日）
- アマダシンスケ（FOMARE）（2024年4月8日・9日）
- 上野羽有音（TETORA）（2024年4月10日）
- 清水エイスケ（Age Factory）（2024年4月11日・12日）
- YOSUKE、KENTA（SPYAIR）（2024年4月15日 - 4月19日）
- アフロ（MOROHA）（2024年4月22日）
- ASH（ASH DA HERO）（2024年4月23日・24日）
- WANI（ASH DA HERO）（2024年4月23日）
- Sato（ASH DA HERO）（2024年4月24日）
- 咲、啓（甘い暴力）（2024年4月25日・26日）
- オレンジスパイニクラブ（2024年4月29日 - 5月3日）
- Masato（coldrain）（2024年5月6日 - 5月10日）
- 橋本学（ハルカミライ）（2024年5月13日 - 5月15日）
- チヨ、タクマ（SPARK!!SOUND!!SHOW!!）（2024年5月16日）
- タナカユーキ、イチロー（SPARK!!SOUND!!SHOW!!）（2024年5月17日）
- リーガルリリー（2024年5月20日 - 5月24日、2025年6月16日 - 6月20日）
- YUKKE（MUCC）（2024年6月3日 - 6月7日）
- サイトウタクヤ（w.o.d.）(2024年6月10日 - 6月14日）
- THE BAWDIES（2024年6月17日 - 6月21日、7月8日・9日[2]）
- ゲスの極み乙女（2024年6月24日 - 6月28日）
- PEDRO（2024年7月1日 - 7月5日）
- ビッケブランカ（2024年7月15日 - 7月19日、8月28日）
- POT（2024年7月22日 - 7月26日）
- あやぺた（Dizzy Sunfist）（2024年7月29日 - 8月2日、8月5日 - 8月9日、2025年6月23日 - 27日）
- This is LAST（2024年8月12日・13日、8月26日）
- Mr.ふぉるて（2024年8月14日・15日、8月27日）
- ミヤ（Petit Brabancon（英語版））（2024年8月19日 - 8月23日）
- 佐々木亮介（a flood of circle）（2024年9月2日 - 9月6日）
- ENTH（2024年9月9日・10日）
- ヤマグチユウモリ（SIX LOUNGE）（2024年9月11日 - 13日）
- 梅田サイファー（2024年9月16日 - 9月20日）
- Koie（Crossfaith）（2024年9月23日 - 9月26日）
- 村松拓（Nothing's Carved In Stone）（2024年9月30日 - 10月4日）
- 三原健司（フレデリック）（2024年10月7日 - 10月11日、2024年11月25日 - 11月28日）
- 高橋武（フレデリック）（2024年10月7日 - 10月11日）
- Aqua Timez（2024年10月14日 - 10月18日）
- 細美武士（2024年10月21日・10月22日）
- candy、獣（UZMK）（2024年10月23日 - 10月25日）
- 熊木幸丸（Lucky Kilimanjaro）（2024年10月28日 - 11月1日、2024年11月25日 - 11月28日）
- たなか（Dios）（2024年11月4日 - 11月8日）
- KANA-BOON（2024年11月11日 - 11月15日）
- 秋山黄色（2024年11月18日 - 11月22日）
- 雫（ポルカドットスティングレイ）（2024年12月2日 - 12月6日）
- 清春（2024年12月9日 - 12月13日）
- TOOBOE（2024年12月30日・12月31日）
- Chevon（2025年1月2日・1月3日）
- 豊島“ペリー来航”渉（バックドロップシンデレラ）（2025年1月13日 - 1月17日）
- ヒグチアイ（2025年1月20日 - 1月24日）
- Leina（2025年1月27日 - 1月31日）
- SWAY、P-CHO（DOBERMAN INFINITY）（2025年2月3日 - 2月7日）
- レトロリロン（2025年2月10日）
- Laura day romance（2025年2月11日）
- XIIX（2025年2月12日・2月13日）
- SCANDAL（2025年2月17日・2月18日）
- ブランデー戦記（2025年2月19日、5月26日 - 5月30日）
- Conton Candy（2025年2月20日）
- 超能力戦士ドリアン（2025年2月24日  - 2月28日）
- ネクライトーキー（2025年3月3日）
- 終活クラブ（2025年3月4日）
- 3markets［］（2025年3月5日）
- NOMELON NOLEMON（2025年3月6日）
- Fish and Lips（2025年3月7日）
- Hump Back（2025年3月10日 - 3月14日）
- 藤巻亮太（2025年3月17日 - 3月21日）
- Survive Said The Prophet（2025年3月31日 - 4月4日）
- KOTORI（2025年4月7日 - 4月11日）
- おいしくるメロンパン（2025年4月21日 - 4月25日）
- ヤングスキニー（2025年4月28日 - 5月2日）
- アルステイク（2025年5月5日 - 5月9日）
- BAND-MAID（2025年5月12日 - 5月16日）
- PassCode（2025年5月19日 - 5月22日）
- 四星球（2025年6月2日 - 6月6日）
- ORANGE RANGE（2025年6月9日 - 6月13日）
- JAGGER（THE SKIPPERS）（2025年6月30日 - 7月4日）
- 04 Limited Sazabys（2025年7月7日 - 7月11日）
- OKAMOTO'S（2025年7月14日 - 7月17日、8月11日 - 8月14日）
- 白濱亜嵐（PKCZ®）（2025年7月21日 - 7月25日）
- ammo（2025年7月28日 - 8月1日）
- SPARK!!SOUND!!SHOW!!（2025年8月4日 - 8月8日）

## ライブイベント
本番組主催のライブイベントとして『802 Jungle Attack』がGORILLA HALL OSAKAで開催された。
|       | 公演日         | 出演者                                                                      | 出演者                                                                      | 出典        |
| ----- | -------------- | --------------------------------------------------------------------------- | --------------------------------------------------------------------------- | ----------- |
| Vol.1 | 2024年8月19日  | 飯室大吾（MC）、ビッケブランカ、Mr.ふぉるて、This is LAST                   | 飯室大吾（MC）、ビッケブランカ、Mr.ふぉるて、This is LAST                   | [ 3 ]       |
| Vol.2 | 2024年11月18日 | 加藤真樹子（MC）、土井コマキ（MC）、フレデリック、Lucky Kilimanjaro、POOLS  | 加藤真樹子（MC）、土井コマキ（MC）、フレデリック、Lucky Kilimanjaro、POOLS  | [ 4 ] [ 5 ] |
| Vol.3 | 2025年2月2日   | 田中乃絵（MC）、XIIX、レトロリロン、Laura day romance                       | 田中乃絵（MC）、XIIX、レトロリロン、Laura day romance                       | [ 6 ]       |
| Vol.4 | 2025年2月10日  | 樋口大喜（MC）、SCANDAL、ブランデー戦記、Conton Candy                       | 樋口大喜（MC）、SCANDAL、ブランデー戦記、Conton Candy                       | [ 7 ]       |
| Vol.5 | 2025年4月9日   | 浅井博章（MC）、怒髪天、カネヨリマサル、打首獄門同好会                      | 浅井博章（MC）、怒髪天、カネヨリマサル、打首獄門同好会                      | [ 8 ]       |
| Vol.6 | 2025年9月2日   | 加藤真樹子（MC）、フラワーカンパニーズ、Conton Candy、TOSHI-LOW、ヒグチアイ | 加藤真樹子（MC）、フラワーカンパニーズ、Conton Candy、TOSHI-LOW、ヒグチアイ | [ 9 ]       |

## その他
- ゲストのトーク開始前のジングルにはチャールズ・マーティネーが演じるマリオの「Here we go！」の音声が使用されている。